# Andriiashivka
Andriiashivka  (ucraniano: Андріяшівка) es una localidad del Raión de Podilsk en el Óblast de Odesa de Ucrania. Según el censo de 2001, tiene una población de 525 habitantes.